# Серебряные монеты
Пиастры с колоннами, — в будущем символ «$».
Пиастр — от итал. piastra d'argento — плитка серебра.

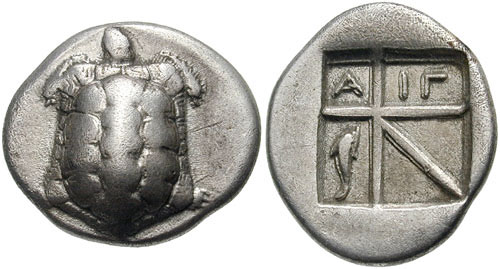
Серебряные драхмы с острова Эгина, отчеканенные после 404 года до н. э.

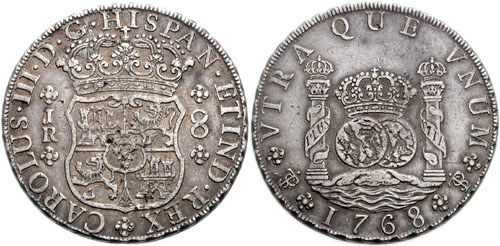
Пиастры 1768 года.Пиастры с колоннами, — в будущем символ «$».Пиастр — от piastra d'argento — плитка серебра.

Серебряные монеты — монеты, изготовленные из серебра. Серебро использовалось в качестве металла для чеканки с древнейших времен, но сегодня они используются исключительно для коллекционирования.

## История серебряных монет
Первые монеты были отчеканены около 550 г. до н. э. в Средиземноморье. Одна из старейших сохранившихся монет, отчеканенных в Древней Греции, с изображением милетского льва датируется этим периодом.
Одни из самых ранних монет были отчеканены в царстве Лидия в Малой Азии около 600 г. до н. э. Монеты Лидии были сделаны из электрума, который является естественным сплавом золота и серебра и был доступен на территории Лидии. Концепция чеканки, то есть штампованные куски металла определенного веса, быстро распространилась на соседние регионы, такие как Эгина. Эти регионы населяли в основном греки. С 269 г. до н. э. серебряные монеты были включены в платежную систему Древнего Рима. После этого серебро стало международной валютой, потому что его ценность была общепризнанной.
С 206 г. до н. э. Китай также начинает чеканить серебряные монеты. Однако было выпущено лишь небольшое их количество, и они были доступны только членам королевской семьи. В 708 году их начали чеканить в Японии, однако через короткое время они были заменены медными монетами.
С открытием Америки были открыты и новые серебряные рудники. Исторически крупнейший серебряный рудник был обнаружен в Боливии в 1545 году.
Переломным моментом в современной истории серебра стал 1794 год, когда США начали выпуск американских серебряных долларов.

## Серебряные монеты сегодня

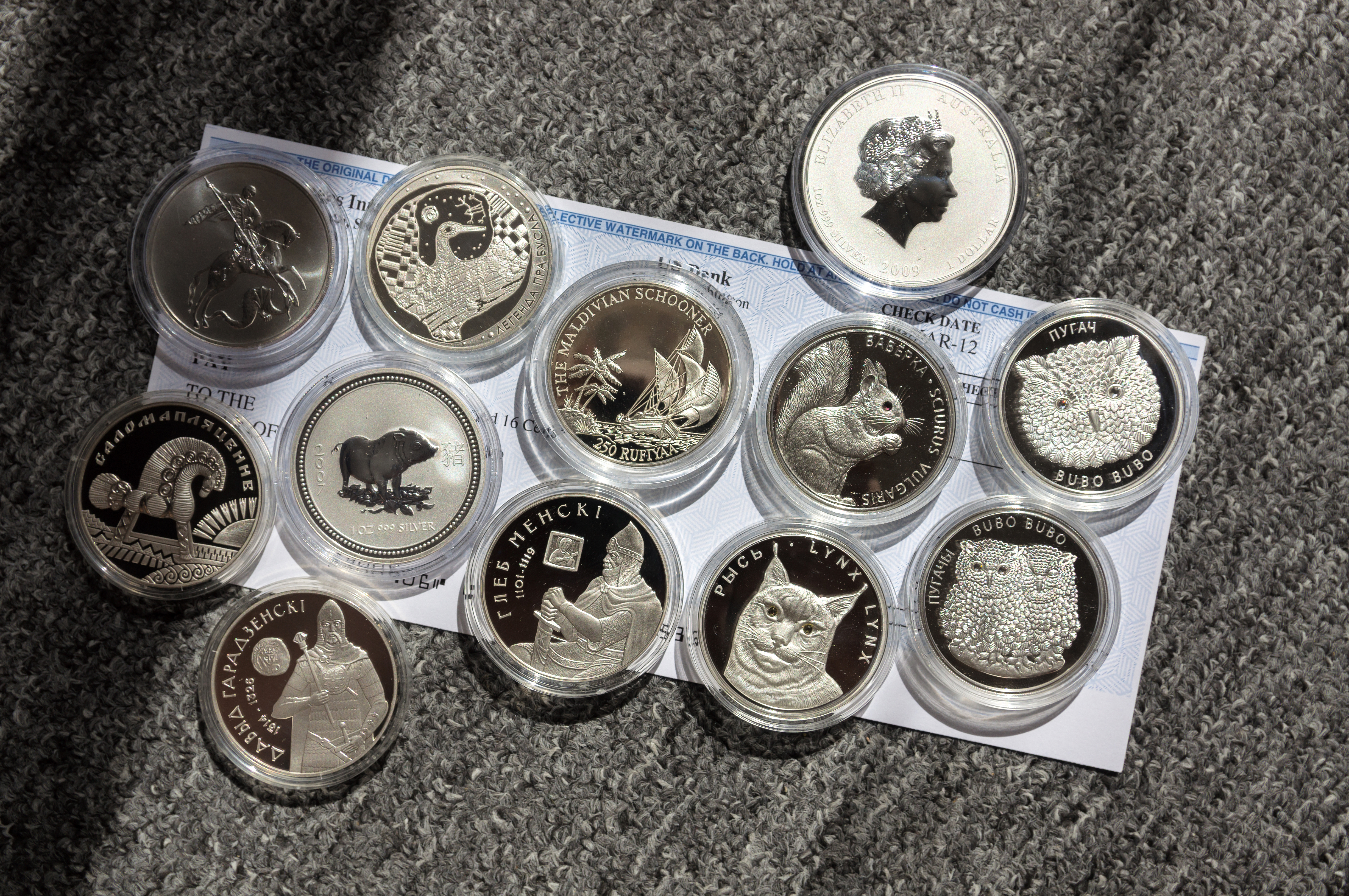
Коллекционные серебряные монеты

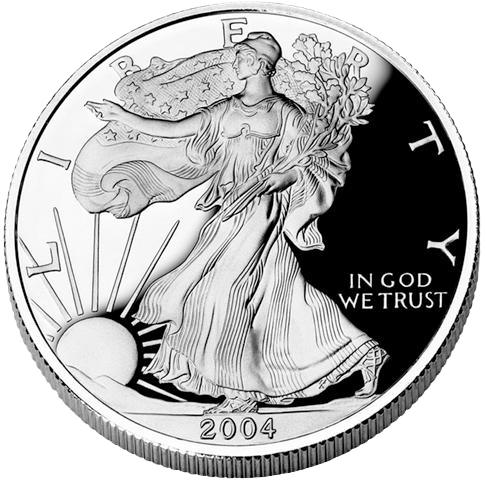
Инвестиционная монета American Silver Eagle

Современные серебряные монеты чаще всего используются для инвестиций, имеют диаметр в основном от 39 до 42 миллиметров и содержат 1 тройскую унцию чистого серебра. Старые монеты, имеющие историческую ценность, являются сегодня предметом коллекционирования и исследований нумизматики.
Также существует частная чеканка серебряных монет.

## Серебряные монеты в культуре
Серебряные монеты иногда кладутся под мачту или в киль корабля на удачу. Эта традиция продолжает существовать и в наше время, например: экипаж корабля USS New Orleans разместил 33 монеты под его фок-мачты и грот-мачты, прежде чем он был спущен на воду в 1933 году.